# NGC 739
NGC 739 ist eine Linsenförmige Galaxie vom Hubble-Typ S0/a im  Sternbild Dreieck am Nordsternhimmel. Sie ist schätzungsweise 208 Millionen Lichtjahre von der Milchstraße entfernt und hat einen Durchmesser von etwa 55.000 Lichtjahren.

Im selben Himmelsareal befinden sich u. a. die Galaxien NGC 736, NGC 738, NGC 750, NGC 751.
Das Objekt wurde am 9. Januar 1874 von dem schottischen Astronomen Ralph Copeland entdeckt.